# تيم موراي (مسير رياضي)
تيم موراي (بالإنجليزية: Tim Murray)‏ هو مسير رياضي أمريكي، ولد في 31 أكتوبر 1963.